# National City
National City es una ciudad en el condado de San Diego, California, Estados Unidos. La población en el censo del 2000 era de 54.260 habitantes.

## Geografía

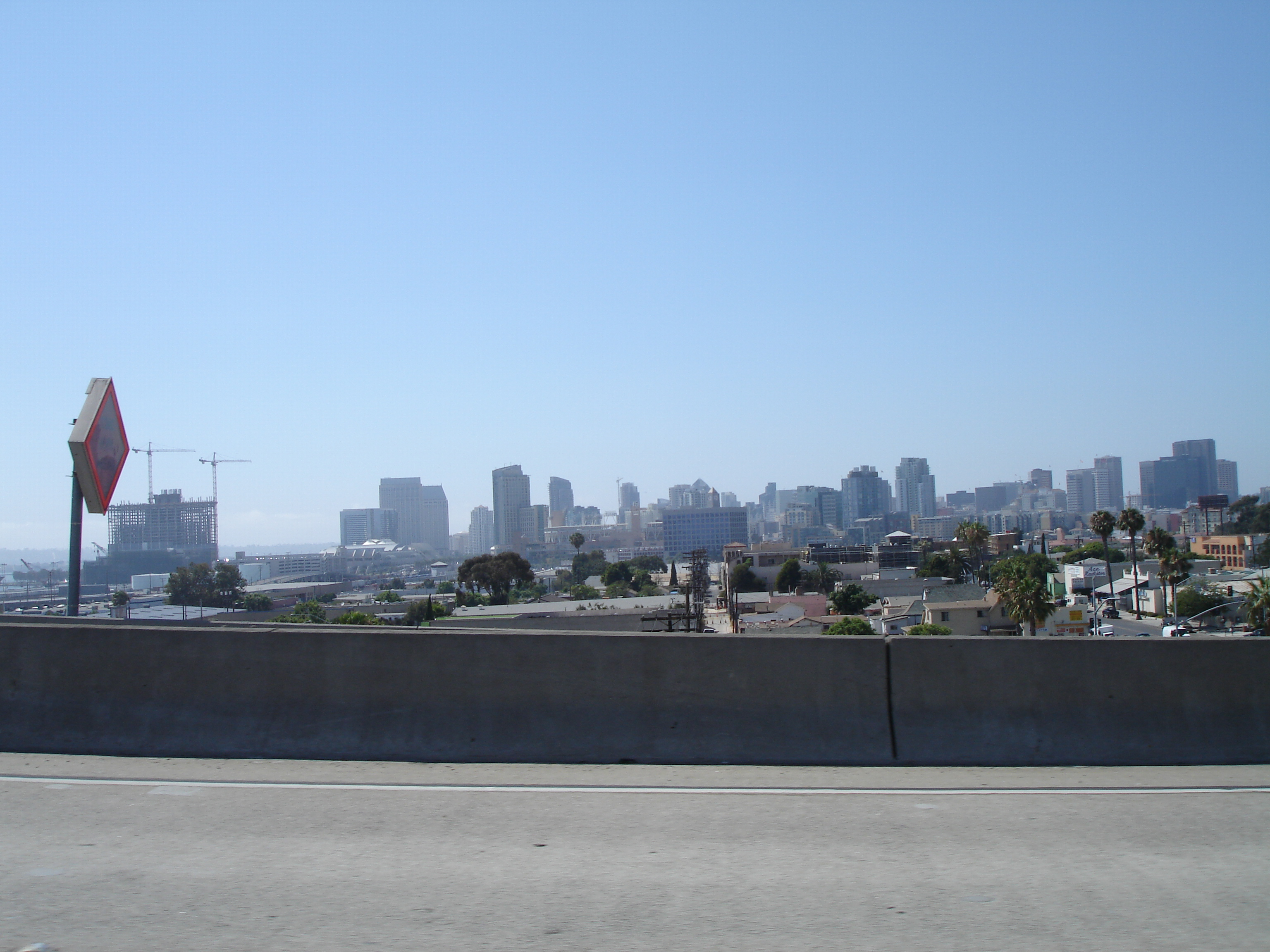
Ciudad de National City y vista del centro de San Diego.

National City está localizada en las coordenadas 32°40′15″N 117°5′34″O / 32.67083, -117.09278 (32.670903, -117.092725).
Según la Oficina del Censo de los Estados Unidos, la ciudad tiene un área total de 23,9 km² (9,2 mi²). De los que 19,1 km² (7,4 mi²) es tierra y 4,8 km² (1,9  mi²) es agua (20,13%).  National City está rodeada al norte y al noreste por la ciudad de San Diego, al noreste y al este por Bonita y al sur por Chula Vista.  La Bahía de San Diego colinda con las inmediaciones al oeste de la ciudad. También, dentro de los límites de National City, en el extremo este de la ciudad está el área no incorporada del condado de San Diego conocido como Lincoln Acres.

## Demografía
En el censo de 2000, había 54.260 personas, 15.018 hogares y 11.804 familias viviendo en la ciudad.  La densidad poblacional fue de 2.834,9/km² (7.343,8/mi²).  La ciudad contaba con 15.422 unidades de casa con una densidad de 805,7/km² (2087,3/mi²).  La demografía de la ciudad fue del 35,15% blanco, 5,58% afroamericanos, 0,95% amerindios, 18,57% asiáticos, 0,88% isleños del pacífico, 33,51% de otras razas y 5,37% de dos o más razas. hispanos o latinos de cualquier raza fue del 59,07% de la población.
De las 15.018 familias el 44,6% tenía niños de menos de 18 años viviendo con ellos, 50,4% eran parejas casadas viviendo juntos, 21,1% eran mujeres solteras manteniendo una familia y el 21,4% vivían solos o no eran familiares. 16,7% de los hogares se conformaban por individuos y el 8,0% eran personas con más de 65 años o más que viven solos. El promedio de los hogares es de 3,39 personas y el promedio de las familias fue de 3,79 personas.
El promedio de ingresos para un hogar en la ciudad fue de 29.826 dólares, y los ingresos promedios para una familia fueron de 31.497 $. Los hombres tenían un ingreso promedio de 22.005 dólares por 20.484 $ para las mujeres. La renta per cápita para la ciudad fue de 11.582 dólares.  Alrededor del 19,8% de las familias y el 22,0% de la población estaba bajo el umbral de la pobreza, siendo el 30,2% de estos menores de 18 y el 12,2% mayores de 65 años.

### Estimaciones actuales
Según algunas estimaciones de la San Diego Association of Governments, los ingresos promedios para National City en 2005 fueron de 41.180 $ (sin ajustarse a la inflación).  Ajustado a la inflación (dólares de 1999; comparable a los datos del censo de arriba), el promedio de los ingresos fue de 33.439 dólares.

## Residentes famosos
Gail Devers - ganador de tres medallas olímpicas

John T. Walton - hijo de Sam Walton que formó su fortuna de Wal-Mart (fallecido)

Dan Saleaumua - exjugador de National Football League

## Apariciones en la ficción
Ciudad nacional es la ciudad donde ocurren la mayor parte de los eventos en la serie Supergirl